# UESAC
UESAC (ang. Uppsala-ESO Survey of Asteroids and Comets) – program badawczy planetoid prowadzony w latach 1992 i 1993. W wyniku badań wykonano ponad 15 000 obserwacji planetoid, na podstawie czego obliczono orbity 2500 obiektów. Obserwacje były wykonywane przez Europejskie Obserwatorium Południowe w Chile i przez Obserwatorium Anglo-Australijskie w Australii. Wyniki opracowywano w Obserwatorium Astronomicznym w Uppsali. Wyniki badań opublikowano w 1996 roku.
W czerwcu 2016 programowi UESAC przypisywano 1121 odkrytych planetoid począwszy od (6102) Visby, a skończywszy na (129469) 1993 FU69.